# Torneio Rio-São Paulo 1954
Das Torneio Rio-São Paulo 1954 war die siebte Austragung des Torneio Rio-São Paulo, eines Fußballpokalwettbewerbs in Brasilien. Er wurde vom 15. Mai bis 11. Juli 1954 ausgetragen. Der offizielle Name des Turniers war Torneio Roberto Gomes Pedrosa zu Ehren des am 6. Januar 1954 verstorbenen Nationaltorhüters und Präsidenten des Verbandes von São Paulo.

## Modus
Alle Klubs traten nur einmal gegeneinander an. Der punktbeste Klub wurde Turniersieger. Zum Ende des Turniers musste der Tabellenzweite SC Corinthians (12 Punkte) unbedingt sein letztes Spiel gegen den Lokalrivalen SE Palmeiras gewinnen, um den Titel zu verteidigen. Hätte der Tabellenerste Fluminense FC (13 Punkte) seine Partie beim CR Vasco da Gama gewonnen, wären diese in jedem Turniersieger geworden. Bei einem Unentschieden bei Fluminense und Sieg Corinthians wäre es zu zwei Entscheidungsspielen zwischen den beiden Klubs gekommen. Corinthians konnte seine Begegnung mit 1:0 gewinnen und Fluminense unterlag mit 0:1. Dadurch wurde Corinthians Meister.

## Teilnehmer
| Teilnehmer Rio de Janeiro | Teilnehmer São Paulo               |
| ------------------------- | ---------------------------------- |
| America FC (RJ)           | SC Corinthians                     |
| Botafogo FR               | SE Palmeiras                       |
| CR Flamengo               | Associação Portuguesa de Desportos |
| Fluminense FC             | FC Santos                          |
| CR Vasco da Gama          | FC São Paulo                       |

## Tabelle
| Pl. | Verein                             | Sp. | S | U | N | Tore    | Diff. | Punkte |
| --- | ---------------------------------- | --- | - | - | - | ------- | ----- | ------ |
| 1.  | SC Corinthians                     | 9   | 7 | 0 | 2 | 017:110 | +6    | 14     |
| 2.  | Fluminense FC                      | 9   | 6 | 1 | 2 | 018:800 | +10   | 13     |
| 3.  | SE Palmeiras                       | 9   | 5 | 2 | 2 | 015:110 | +4    | 12     |
| 4.  | FC São Paulo                       | 9   | 4 | 2 | 3 | 010:110 | −1    | 10     |
| 5.  | CR Vasco da Gama                   | 9   | 4 | 1 | 4 | 014:170 | −3    | 09     |
| 6.  | FC Santos                          | 9   | 4 | 0 | 5 | 016:150 | +1    | 08     |
| 7.  | CR Flamengo                        | 9   | 3 | 1 | 5 | 010:140 | −4    | 07     |
| 8.  | Associação Portuguesa de Desportos | 9   | 3 | 0 | 6 | 017:190 | −2    | 06     |
| 9.  | America FC (RJ)                    | 9   | 3 | 0 | 6 | 018:220 | −4    | 06     |
| 10. | Botafogo FR                        | 9   | 2 | 1 | 6 | 017:240 | −7    | 05     |

## Kreuztabelle
| 1954        | America | Botafogo | SC Corinthians | Flamengo | Fluminense | Palmeiras | Portuguesa | Santos | São Paulo | Vasco |
| ----------- | ------- | -------- | -------------- | -------- | ---------- | --------- | ---------- | ------ | --------- | ----- |
| America     | –       | 3:1      |                |          |            | 2:3       |            | 2:1    |           | 2:1   |
| Botafogo    |         | –        | 1:2            | 2:1      |            |           |            | 2:3    | 5:1       |       |
| Corinthians | 4:3     |          | –              |          |            | 1:0       | 3:2        |        |           | 4:1   |
| Flamengo    | 1:0     |          | 1:2            | –        |            | 0:2       |            |        |           | 4:1   |
| Fluminense  | 4:3     | 4:0      | 0:1            | 1:0      | –          | 2:0       | 4:1        |        |           |       |
| Palmeiras   |         | 2:2      |                |          |            | –         | 2:0        | 4:3    | 1:0       | 1:1   |
| Portuguesa  | 4:1     | 3:1      |                | 2:3      |            |           | –          | 3:0    |           |       |
| Santos      |         |          | 2:0            | 4:0      | 1:2        |           |            | –      |           |       |
| São Paulo   | 3:2     |          | 1:0            | 0:0      | 1:1        |           | 2:0        | 2:1    | –         |       |
| Vasco       |         | 5:3      |                |          | 1:0        |           | 3:2        | 0:1    | 1:0       | –     |

## Die Meistermannschaft
| 3. Titel | SC Corinthians |
|          | - Tor: Cabeção, Gilmar - Abwehr: Clóvis Nori, Goiano, Olavo, Idário, Alfredo, Alan, Homero Oppi, Murilo Silva - Mittelfeld: Roberto Belangero, Julião, Rodolfo Carbone, Walmir, Rafael Chiarella, Diogo - Angriff: Souzinha, Nonô, Simão, Nardo, Claudio Christovam, Luizinho, Baltazar, Paulo Pisaneschi - Trainer: Osvaldo Brandão |

## Torschützenliste
| Pl. | Nat.        | Spieler        | Klub                               | Tore |
| --- | ----------- | -------------- | ---------------------------------- | ---- |
| 1   | Brasilianer | Dino da Costa  | Botafogo FR                        | 7    |
|     | Brasilianer | Simões         | America FC (RJ)                    | 7    |
| 3   | Brasilianer | Martín Alarcón | America FC (RJ)                    | 6    |
|     | Brasilianer | Edmur Ribeiro  | Associação Portuguesa de Desportos | 6    |
|     | Brasilianer | Joaquim Albino | Fluminense FC                      | 6    |
|     | Brasilianer | Christovam     | SC Corinthians                     | 6    |